# Чамовце
Чамовце (словац. Čamovce) — село, громада округу Лученець, Банськобистрицький край, центральна Словаччина, регіон Новоград. Кадастрова площа громади — 12,61 км². Протікає Чамовський потік.
Населення 620 осіб (станом на 31 грудня 2017 року).

## Історія
Чамовце згадується в 1240 році.

## Населення
| Рік:            | 1994. | 2004.   | 2014.    | 2024.   |
| --------------- | ----- | ------- | -------- | ------- |
| Кількість осіб: | 520   | 518     | 610      | 569     |
| Різниця:        |       | -0,38 % | +17,76 % | -6,72 % |

| Рік:            | 2023. | 2024.   |
| --------------- | ----- | ------- |
| Кількість осіб: | 568   | 569     |
| Різниця:        |       | +0,17 % |